# 車輛繞道

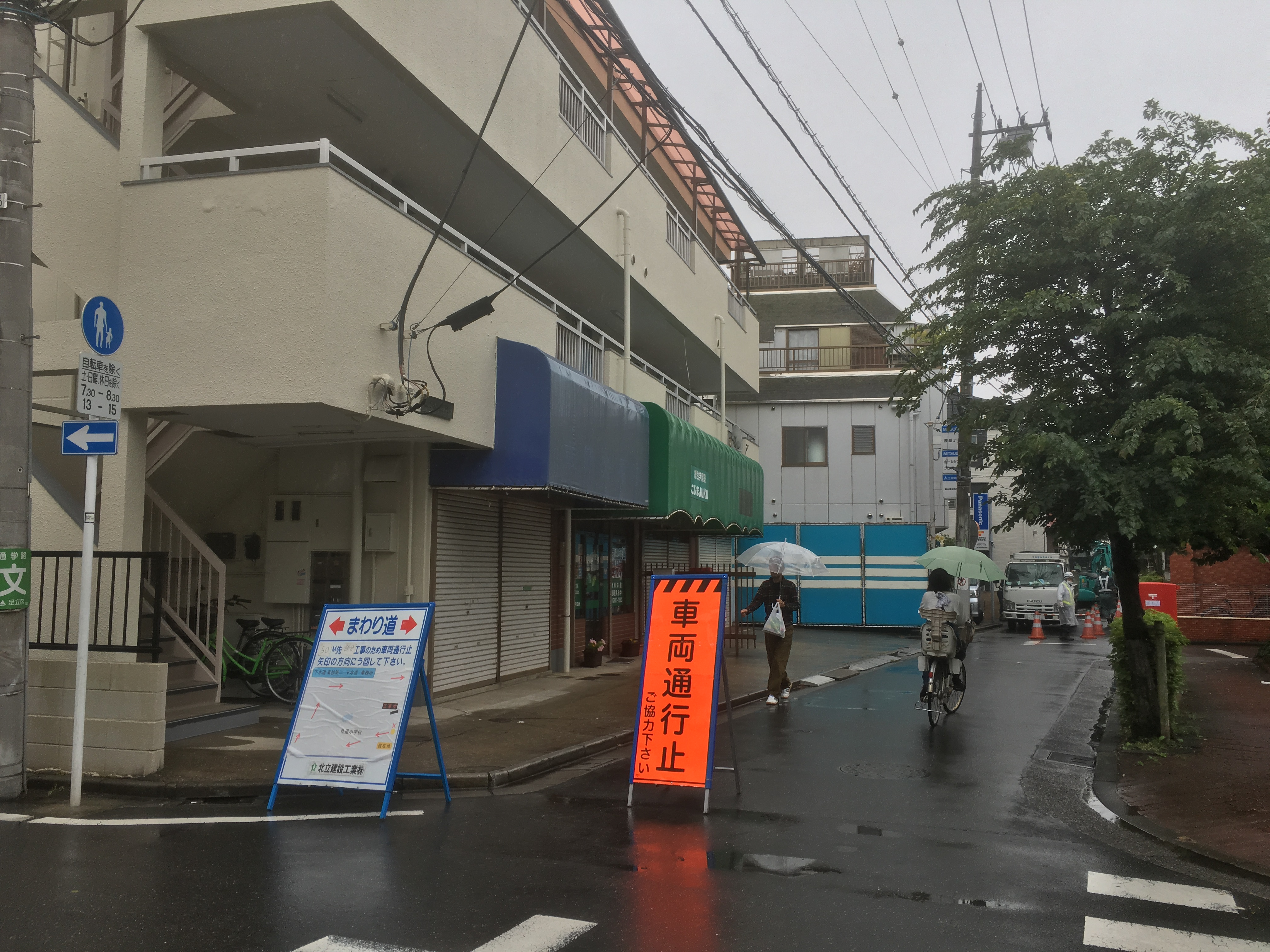
日本的車輛禁止通行標誌，車輛需繞行通過

車輛繞道是指車輛在行駛時遇到禁止或限制通行的区域（例如建筑工地）時被迫開到其他地方（通常這一狀況是临时的）。许多道路管理部门在劃定限制區域時還要設定绕行路线。 

## 類型
根據受影響的道路和施工範圍，可以使用不同類型的繞道。最基本的方法是簡單地在規定的時間內關閉一段道路，從而轉移現場周圍的所有交通。還可以使用其他類型的繞道，例如僅在夜間有效的繞道、僅在週末有效的繞道、或限制通過交通但允許當地交通（例如居民和送貨車輛）的繞道。採用哪種繞行方式取決於多種因素——道路的全面封閉意味著施工可以更快完成，但也意味著對交通的影響更嚴重。